# Jean Yoon
Jean Yoon (hangŭl: 윤진희; hanja: 尹真姬; Champaign, 4 maggio 1962) è un'attrice statunitense naturalizzata canadese.

## Biografia
Jean Yoon nacque in Illinois, figlia di immigrati coreani, e crebbe a Toronto. Dopo aver ottenuto la laurea all'Università di Toronto nel 1989, nel 1995 cominciò a recitare sulle scene con la compagnia teatrale Loud Mouth Asian Babes. All'inizio degli anni 2000 cominciò ad ottenere ruoli in serie televisive di successo come Nikita, Witchblade e Street Time. Nel 2006 interpretò Betty Ong nella miniserie 11 settembre - Tragedia annunciata e ottenne il ruolo ricorrente di June Kim nella serie televisiva Alla corte di Alice. 
Nel 2007 ottenne una candidatura al Gemini Award per la serie televisiva Dragon Boys, mentre nel 2009 fu la dottoressa Montague nella commedia sentimentale Un amore all'improvviso. Tra il 2016 e il 2021 ha interpreto Ki Yong-Mi, la matriarca della famiglia Kim, nella serie televisiva Kim's Convenience; aveva precedentemente interpretato il ruolo per oltre 240 rappresentazioni nella pièce teatrale da cui la serie è tratta. Per la sua interpretazione ha ricevuto una candidatura al Canadian Screen Award nel 2017.
Ha un figlio.

## Filmografia parziale

### Cinema
- Ararat - Il monte dell'Arca (Ararat), regia di Atom Egoyan (2002)
- Un amore all'improvviso (The Time Traveler's Wife), regia di Robert Schwentke (2009)
- Dream House, regia di Jim Sheridan (2011)
- Compulsion, regia di Egidio Coccimiglio (2013)
- Rupture, regia di Steven Shainberg (2016)
- Il senso della vita, regia di Cat Hostick (2017)
- The Voyeurs, regia di Michael Mohan (2021)

### Televisione
- Nikita (La Femme Nikita) - serie TV, 1 episodio (1998)
- Blue Murder - serie TV, 1 episodio (2001)
- Witchblade - serie TV, 2 episodi (2001-2002)
- Street Time - serie TV, 1 episodio (2002)
- Odyssey 5 - serie TV, 2 episodi (2002-2003)
- Doc - serie TV, 1 episodio (2003)
- Kojak - serie TV, 1 episodio (2005)
- Alla corte di Alice (This is Wonderland) - serie TV, 7 episodi (2005-2006)
- Grosso guaio a River City (Cow Belles), regia di Francine McDougall - film TV (2006)
- ReGenesis - serie TV, 1 episodio (2006)
- 11 settembre - Tragedia annunciata (The Path to 9/11) - serie TV, 2 episodi (2006)
- Instant Star - serie TV, 1 episodio (2008)
- Being Erica - serie TV, 1 episodio (2009)
- Warehouse 13 - serie TV, 1 episodio (2010)
- Rookie Blue - serie TV, 1 episodio (2010)
- Lost Girl - serie TV, 1 episodio (2011)
- La piccola moschea nella prateria (Little Mosque on the Prairie) - serie TV, 1 episodio (2012)
- Il socio (The Firm) - serie TV, 2 episodi (2012)
- Natale con Holly (Christmas with Holly), regia di Allan Arkush - film TV (2012)
- Orphan Black - serie TV, 4 episodi (2013-2016)
- Beauty and the Beast - serie TV, 1 episodio (2015)
- The Expanse - serie TV, 2 episodi (2015)
- Private Eyes - serie TV, 1 episodio (2016)
- Incorporated - serie TV, 1 episodio (2016)
- Kim's Convenience - serie TV, 65 episodi (2016-2021)
- Save Me - serie TV, 1 episodio (2017)
- Dark Matter - serie TV, 1 episodio (2017)
- Street Legal - serie TV, 1 episodio (2019)